# Gravesend, New South Wales
Gravesend är en ort i Australien. Den ligger i kommunen Gwydir och delstaten New South Wales, i den sydöstra delen av landet, omkring 480 kilometer norr om delstatshuvudstaden Sydney.
Trakten runt Gravesend är nära nog obefolkad, med mindre än två invånare per kvadratkilometer.. Gravesend är det största samhället i trakten.
Omgivningarna runt Gravesend är i huvudsak ett öppet busklandskap. Genomsnittlig årsnederbörd är 748 millimeter. Den regnigaste månaden är januari, med i genomsnitt 131 mm nederbörd, och den torraste är oktober, med 20 mm nederbörd.